# Sebastian Gebhard Messmer

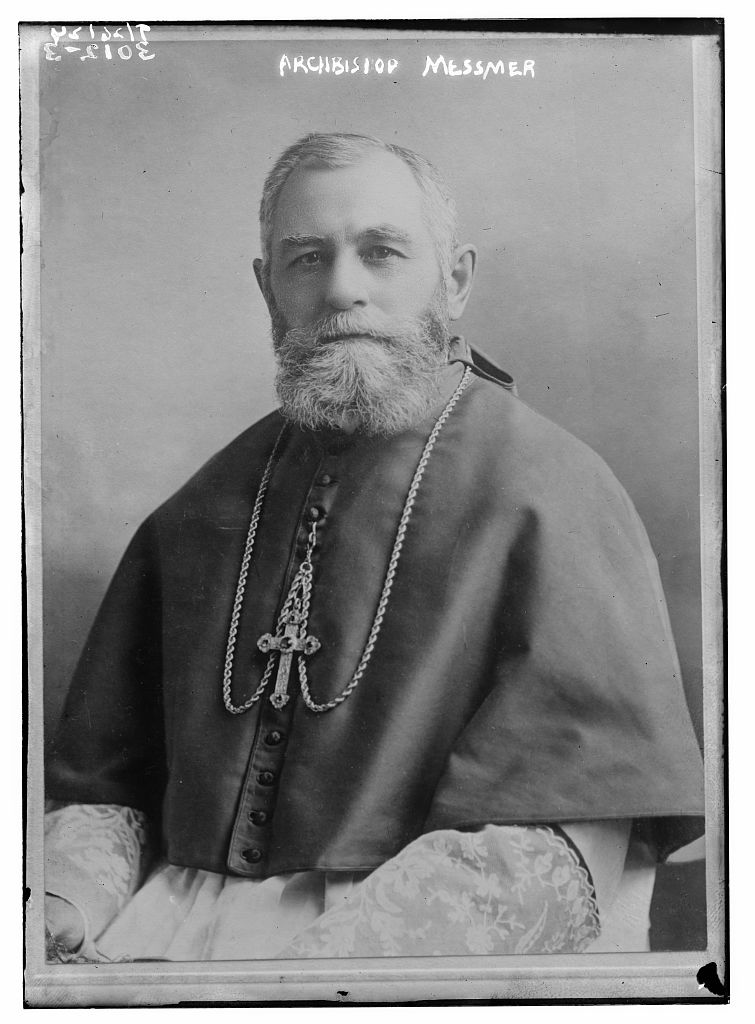
Erzbischof Messmer vor 1915

Sebastian Gebhard Messmer (* 29. August 1847 in Goldach, Schweiz; † 4. August 1930 ebenda) war römisch-katholischer Erzbischof von Milwaukee.

## Leben
Sebastian Gebhard Messmer wurde im Kanton St. Gallen geboren. Nach Abschluss des Gymnasiums in St. Gallen studierte er Theologie an der Universität Innsbruck. Am 23. Juli 1871 empfing er in Innsbruck die Priesterweihe. Wenig später wanderte Messmer in die Vereinigten Staaten aus, wo er in den Klerus der Diözese Newark inkardiniert wurde.
Messmer lehrte am Seton Hall College in South Orange und ging später zum Studium nach Rom, wo er 1890 in Kirchenrecht promoviert wurde. Nach Amerika zurückgekehrt übernahm er bis zu seiner Ernennung zum Bischof für kurze Zeit einen Lehrauftrag an der Katholischen Universität in Washington D.C.
Am 14. Dezember 1891 ernannte Papst Leo XIII. Messmer zum Bischof von Green Bay. Am 27. März 1892 empfing er von seinem Landsmann Otto Zardetti, der damals Bischof von Saint Cloud war, die Bischofsweihe. Mitkonsekratoren waren die Bischöfe Winand M. Wigger von Newark und John Joseph Keane, der spätere Erzbischof von Dubuque.
Nach dem Tod Frederick Xavier Katzers, der schon Messmers Vorgänger in Green Bay war, folgte er diesem im November 1903 als Erzbischof von Milwaukee nach. In seiner Amtszeit hatte Messmer schwere Auseinandersetzungen um nationalkirchliche Bestrebungen einzelner Einwanderergruppen, insbesondere der in großen Mengen zuziehenden Polen, zu bewältigen. Er galt als Förderer der Mitarbeit von Frauen in seiner Erzdiözese und gewann fast 30 Ordensgemeinschaften für ein Engagement. Karitative Initiativen und die Gründung von Bildungseinrichtungen erfuhren seine Unterstützung. Dem Eintritt der USA in den Ersten Weltkrieg stand er äußerst kritisch gegenüber, verweigerte aber seine Unterstützung nicht, nachdem dieser im April 1917 erfolgt war.
Neben seiner eigentlichen Amtsführung sorgte er durch die Übersetzung und Herausgabe einer großen Zahl von Büchern und Artikeln für einen Aufschwung des katholischen Schrifttums.
Sebastian Gebhard Messmer starb in seinem Geburtsort Goldach.

## Ehrungen
Die Stadt Milwaukee verlieh Messmer für seine Verdienste die Ehrenbürgerwürde.

## Veröffentlichungen (Auswahl)
- Canonical procedure in disciplinary and criminal cases of clerics, 1887
- Spirago's Method of Christian Doctrine; A Manual for Priests, Teachers, and Parents, 1901, ND 2010, ISBN 978-1-176-99469-0
- Christian apologetics: a defense of the Catholic faith, 1903
- Gedenkblätter auf das Golden Priesterjubiläum des Hochwürdigen Herrn Bonaventura Frey O.F.M. Cap, 1904
- The works of the Right Reverend John England, 1908